# Grand Prix automobile de Mosport 2005
Navigation
Édition précédente Édition suivante
Le Grand Prix de Mosport 2005, disputé sur le 6 septembre 2005 sur le circuit de Mosport est la huitième manche de American Le Mans Series 2005.

## Course

### Classement de la course
Classement final de la course (vainqueurs de catégorie en gras),, :
| Pos.   | Catégorie | N° | Écurie                                      | Pilotes                                            | Châssis                     | Pneus | Tours/Abandon |
| Pos.   | Catégorie | N° | Écurie                                      | Pilotes                                            | Moteur                      | Pneus | Tours/Abandon |
| ------ | --------- | -- | ------------------------------------------- | -------------------------------------------------- | --------------------------- | ----- | ------------- |
| 1      | LMP1      | 16 | Dyson Racing                                | Butch Leitzinger James Weaver                      | MG-Lola EX257               | M     | 127           |
| 1      | LMP1      | 16 | Dyson Racing                                | Butch Leitzinger James Weaver                      | MG (AER) XP20 2.0L Turbo I4 | M     | 127           |
| 2      | LMP1      | 1  | ADT Champion Racing                         | Marco Werner JJ Lehto                              | Audi R8                     | M     | 127           |
| 2      | LMP1      | 1  | ADT Champion Racing                         | Marco Werner JJ Lehto                              | Audi 3.6L Turbo V8          | M     | 127           |
| 3      | LMP1      | 2  | ADT Champion Racing                         | Frank Biela Emanuele Pirro                         | Audi R8                     | M     | 126           |
| 3      | LMP1      | 2  | ADT Champion Racing                         | Frank Biela Emanuele Pirro                         | Audi 3.6L Turbo V8          | M     | 126           |
| 4      | LMP1      | 20 | Dyson Racing                                | Chris Dyson Andy Wallace                           | MG-Lola EX257               | M     | 125           |
| 4      | LMP1      | 20 | Dyson Racing                                | Chris Dyson Andy Wallace                           | MG (AER) XP20 2.0L Turbo I4 | M     | 125           |
| 5      | LMP2      | 37 | Intersport Racing                           | Clint Field Liz Halliday                           | Lola B05/40                 | G     | 120           |
| 5      | LMP2      | 37 | Intersport Racing                           | Clint Field Liz Halliday                           | AER P07 2.0L Turbo I4       | G     | 120           |
| 6      | GT1       | 4  | Corvette Racing                             | Oliver Gavin Olivier Beretta                       | Chevrolet Corvette C6.R     | M     | 119           |
| 6      | GT1       | 4  | Corvette Racing                             | Oliver Gavin Olivier Beretta                       | Chevrolet 7.0L V8           | M     | 119           |
| 7      | GT1       | 3  | Corvette Racing                             | Ron Fellows Johnny O'Connell                       | Chevrolet Corvette C6.R     | M     | 119           |
| 7      | GT1       | 3  | Corvette Racing                             | Ron Fellows Johnny O'Connell                       | Chevrolet 7.0L V8           | M     | 119           |
| 8      | GT1       | 63 | ACEMCO Motorsports                          | Terry Borcheller Johnny Mowlem                     | Saleen S7-R                 | M     | 119           |
| 8      | GT1       | 63 | ACEMCO Motorsports                          | Terry Borcheller Johnny Mowlem                     | Ford 7.0L V8                | M     | 119           |
| 9      | GT1       | 35 | Maserati Corse Risi Competizione            | Andrea Bertolini Fabrizio de Simone                | Maserati MC12               | P     | 118           |
| 9      | GT1       | 35 | Maserati Corse Risi Competizione            | Andrea Bertolini Fabrizio de Simone                | Maserati 6.0L V12           | P     | 118           |
| 10     | LMP2      | 10 | Miracle Motorsports                         | Jeff Bucknum Chris McMurry                         | Courage C65                 | K     | 117           |
| 10     | LMP2      | 10 | Miracle Motorsports                         | Jeff Bucknum Chris McMurry                         | AER P07 2.0L Turbo I4       | K     | 117           |
| 11     | LMP2      | 8  | B-K Motorsports                             | Guy Cosmo James Bach                               | Courage C65                 | G     | 113           |
| 11     | LMP2      | 8  | B-K Motorsports                             | Guy Cosmo James Bach                               | Mazda R20B 2.0L 3-Rotor     | G     | 113           |
| 12     | GT1       | 71 | Carsport America                            | Michele Rugolo Tom Weickardt Jean-Philippe Belloc  | Dodge Viper GTS-R           | P     | 112           |
| 12     | GT1       | 71 | Carsport America                            | Michele Rugolo Tom Weickardt Jean-Philippe Belloc  | Dodge 8.0L V10              | P     | 112           |
| 13     | GT2       | 31 | Petersen Motorsports White Lightning Racing | Patrick Long Jörg Bergmeister                      | Porsche 911 GT3-RSR         | M     | 110           |
| 13     | GT2       | 31 | Petersen Motorsports White Lightning Racing | Patrick Long Jörg Bergmeister                      | Porsche 3.6L Flat-6         | M     | 110           |
| 14     | GT2       | 24 | Alex Job Racing                             | Ian Baas Darren Law                                | Porsche 911 GT3-RSR         | M     | 110           |
| 14     | GT2       | 24 | Alex Job Racing                             | Ian Baas Darren Law                                | Porsche 3.6L Flat-6         | M     | 110           |
| 15     | GT2       | 43 | BAM!                                        | Mike Rockenfeller Wolf Henzler                     | Porsche 911 GT3-RSR         | Y     | 109           |
| 15     | GT2       | 43 | BAM!                                        | Mike Rockenfeller Wolf Henzler                     | Porsche 3.6L Flat-6         | Y     | 109           |
| 16     | GT2       | 44 | Flying Lizard Motorsports                   | Lonnie Pechnik Seth Neiman                         | Porsche 911 GT3-RSR         | M     | 109           |
| 16     | GT2       | 44 | Flying Lizard Motorsports                   | Lonnie Pechnik Seth Neiman                         | Porsche 3.6L Flat-6         | M     | 109           |
| 17     | GT2       | 79 | J3 Racing                                   | Justin Jackson Tim Sugden                          | Porsche 911 GT3-RSR         | P     | 108           |
| 17     | GT2       | 79 | J3 Racing                                   | Justin Jackson Tim Sugden                          | Porsche 3.6L Flat-6         | P     | 108           |
| 18     | GT2       | 23 | Alex Job Racing                             | Timo Bernhard Romain Dumas                         | Porsche 911 GT3-RSR         | M     | 108           |
| 18     | GT2       | 23 | Alex Job Racing                             | Timo Bernhard Romain Dumas                         | Porsche 3.6L Flat-6         | M     | 108           |
| 19     | GT2       | 51 | Panoz Motor Sports                          | Bryan Sellers Marino Franchitti                    | Panoz Esperante GT-LM       | P     | 107           |
| 19     | GT2       | 51 | Panoz Motor Sports                          | Bryan Sellers Marino Franchitti                    | Ford (Elan) 5.0L V8         | P     | 107           |
| 20 DNF | GT2       | 50 | Panoz Motor Sports                          | Bill Auberlen Robin Liddell                        | Panoz Esperante GT-LM       | P     | 91            |
| 20 DNF | GT2       | 50 | Panoz Motor Sports                          | Bill Auberlen Robin Liddell                        | Ford (Elan) 5.0L V8         | P     | 91            |
| 21 DNF | GT2       | 45 | Flying Lizard Motorsports                   | Johannes van Overbeek Jon Fogarty                  | Porsche 911 GT3-RSR         | M     | 68            |
| 21 DNF | GT2       | 45 | Flying Lizard Motorsports                   | Johannes van Overbeek Jon Fogarty                  | Porsche 3.6L Flat-6         | M     | 68            |
| 22 DNF | LMP2      | 19 | Van der Steur Racing                        | Gunnar van der Steur Eric van der Steur Ben Devlin | Lola B2K/40                 | D     | 26            |
| 22 DNF | LMP2      | 19 | Van der Steur Racing                        | Gunnar van der Steur Eric van der Steur Ben Devlin | Nissan (AER) 3.0L V6        | D     | 26            |